# Huset Plantagenet

De engelska kungarnas vapen 1198–1340.

Huset Plantagenet [plæn'tæʤənɪt] (franska: Plantagenêt [plɑ̃ntɑʒə'nɛ]) var en medeltida kungadynasti. Husets medlemmar var ursprungligen grevar av Anjou men kom att härska över England (1154–1399) och delar av Frankrike. Dynastins namn kommer från den ginstkvist (latin: planta genista, franska: plante genêt) som släktens anfader greve Gottfrid V av Anjou hade som hjälmprydnad. Både det kungliga huset Lancaster och huset York härstammar från huset Plantagenet.
Gottfrids ättlingar på manssidan försvann från tronen med Rikard II 1399 och efterträddes av sidogrenen Lancaster, som i sin tur följdes av en annan sidogren, York (1461–1485). Ättens stora besittningar i Frankrike gick förlorade under hundraårskriget, och den nära nog utrotades under "rosornas krig" (1455–1485).

## Bilder

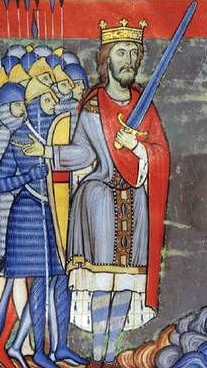
Henrik II.
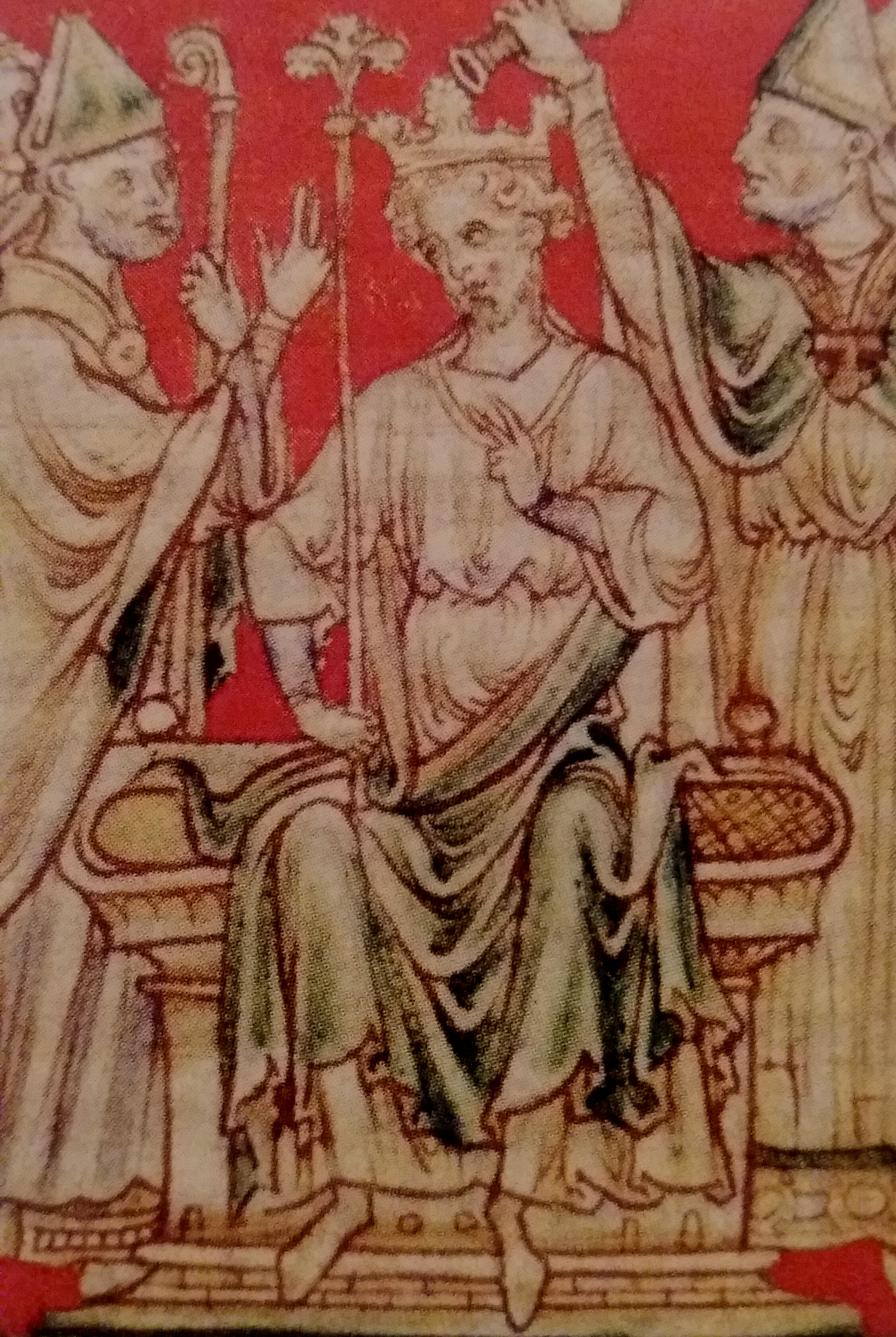
Rikard I.
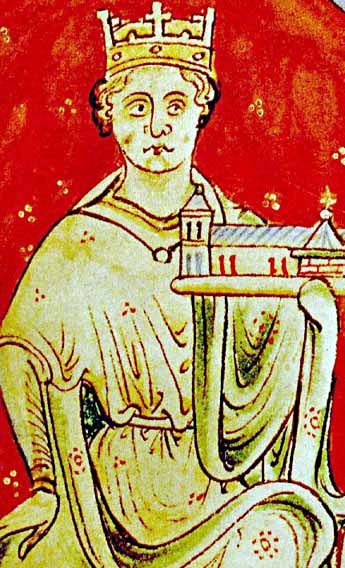
Johan.